# 迈克尔·本-阿里

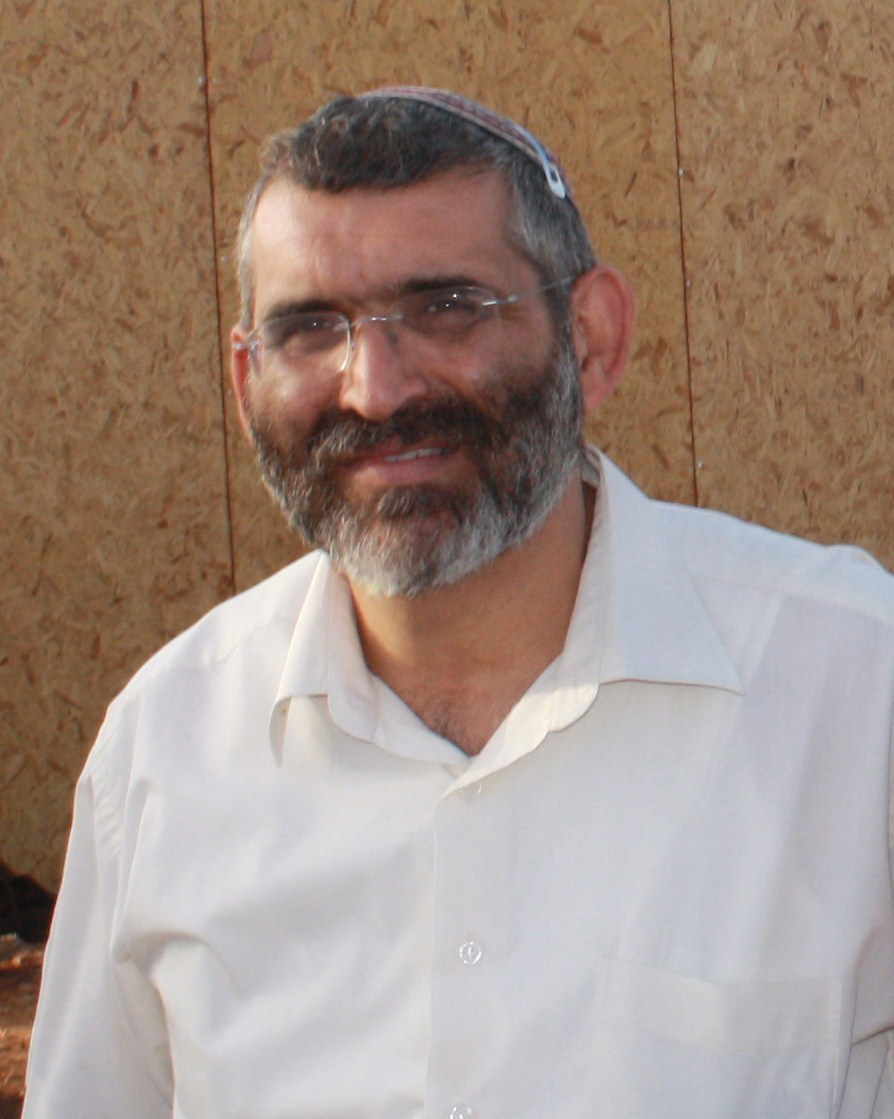
迈克尔·本·阿里

迈克尔·本-阿里（希伯來語：‎，1963年10月12日—）是以色列政治家，前以色列國會议员。他是梅爾·卡漢的學生。 他拥有以色列地和考古学博士学位。 

## 生平
迈克尔·本-阿里的父母是来自伊朗和阿富汗的米兹拉希犹太人。 他在巴伊兰大学学习教育学，並获得学士学位，之后又鑽研塔木德並获得硕士学位，之後又鑽研以色列地並获得博士学位。 
迈克尔·本-阿里曾是凯煦的成员。  他參加2009年以色列议会选举並當選以色列國會議員。迈克尔·本-阿里当选國會議員后，巴鲁赫·马尔泽勒和伊塔马尔·本-格维尔成为其在以色列國會的助手。
2009年，迈克尔·本-阿里公開反對本篤十六世到訪以色列。 
2009年11月，迈克尔·本-阿里想申請美国签证，卻被拒绝，理由是他在2005年反以色列撤离加沙抗议活动中被捕并且支持卡漢主義。 
经梅雷兹党上诉后，以色列最高法院以迈克尔·本-阿里的政治观点過於極端为由禁止其参加2019年4月以色列議會選舉。 